# Энергия связи
Эне́ргия свя́зи (для данного состояния системы) — разность между энергией состояния, в котором составляющие части системы бесконечно удалены друг от друга и находятся в состоянии активного покоя, и полной энергией (сумма кинетической и потенциальной энергии системы) связанного состояния системы:
{\displaystyle \Delta E=\sum _{i=1}^{N}E_{i}-E,}
где {\displaystyle \Delta E} — энергия связи компонентов в системе из N компонентов (частиц), {\displaystyle E_{i}} — полная энергия i-го компонента в несвязанном состоянии (бесконечно удалённой покоящейся частицы) и {\displaystyle E} — полная энергия связанной системы.
Для системы, состоящей из бесконечно удалённых покоящихся частиц, энергию связи принято считать равной нулю, то есть при образовании связанного состояния энергия выделяется. Энергия связи равна минимальной работе, которую необходимо затратить, чтобы разложить систему на составляющие её частицы. Она характеризует стабильность системы: чем выше энергия связи, тем система стабильнее.
Для валентных электронов (электронов внешних электронных оболочек) нейтральных атомов в основном состоянии энергия связи совпадает с энергией ионизации, для отрицательных ионов — со сродством к электрону.
Энергии химической связи двухатомной молекулы соответствует энергия её термической диссоциации, которая составляет порядка сотен кДж/моль.
Удельная энергия связи, то есть изменение энергии системы при добавлении одной частицы, называется химическим потенциалом. Для системы, состоящей из нескольких видов частиц, существует несколько химических потенциалов по числу видов частиц.

Удельная энергия связи нуклонов атомного ядра на 1 нуклон как функция количества нуклонов в атомном ядре для всех известных изотопов согласно AME 2016

Энергия связи адронов атомного ядра определяется в основном сильным взаимодействие. Для большинства ядер она составляет ~8 МэВ на нуклон.

## Виды энергии связи
- Энергия ионизации
- Энергия разрыва химической связи
- Ядерная энергия